# عبدالاله حفیظی
عبدالاله حفیظی (زادهٔ ۳۰ ژانویهٔ ۱۹۹۲) بازیکن فوتبال اهل مراکش است.
از باشگاه‌هایی که در آن بازی کرده‌است می‌توان به باشگاه فوتبال الرجا اشاره کرد.
وی همچنین در تیم ملی فوتبال مراکش بازی کرده‌است.